# مزدان
روستای مَزدان از توابع دهستان گهره بخش فین شهرستان بندرعباس در استان هرمزگان در جنوب ایران است.
این روستای کوه پایه‌ای واقع در دره‌ای است که از شمال به روستای نارکان از جنوب به روستای گهره از شرق به باغات بیشه و روستای قطب آباد و از  غرب در امتداد کوه باز است. این روستا در ۸۵ کیلومتری شمال بندرعباس و در فاصله ۵ کیلومتری غرب محور بندرعباس به سیرجان قرار دارد.

## جمعیت
جمعیت روستای مزدان طبق سرشماری عمومی نفوس و مسکن در سال ۱۳۷۵، برابر با ۱۸ نفر(۳ خانوار) بوده‌است.

## پیشهٔ مردم
پیشهٔ اغلب مردم کشاورزی و دامداری است.
خرما محصول اصلی این است علاوه بر آن محصولاتی مانند گندم، جو، تنباکو و سبزیجات هم کشت می‌شود. در سالیان گذشته درختان مرکبات ،انار ،انجیر و انگور هم به صورت پراکنده وجود داشته که به علت خشکسالی و بی آبی از بین رفته است.

## جاذبه‌های مهم روستای مزدان
مهمترین جاذبه‌های روستای مزدان به شرح زیر می‌باشند:
- زیارتگاه بی بی فاطمه
- زیارتگاه چهل تنان
- مقبره ملا محمدرضا ابن دادخدا ابن غلام ابن تاج الدین نارکانی
- طبیعت بکر کوه مزدان در انتهای شرقی کوه باز

## آب و هوا
آب و هوای روستا در فصل تابستان گرم وخشک و در فصل زمستان معتدل می‌باشد.

## دین ومذهب
اهالی روستای مزدان از دیرباز همگی شیعه مذهب و مسلمان و محب اهل بیت رسول الله بوده‌اند.